# Klippverktyg

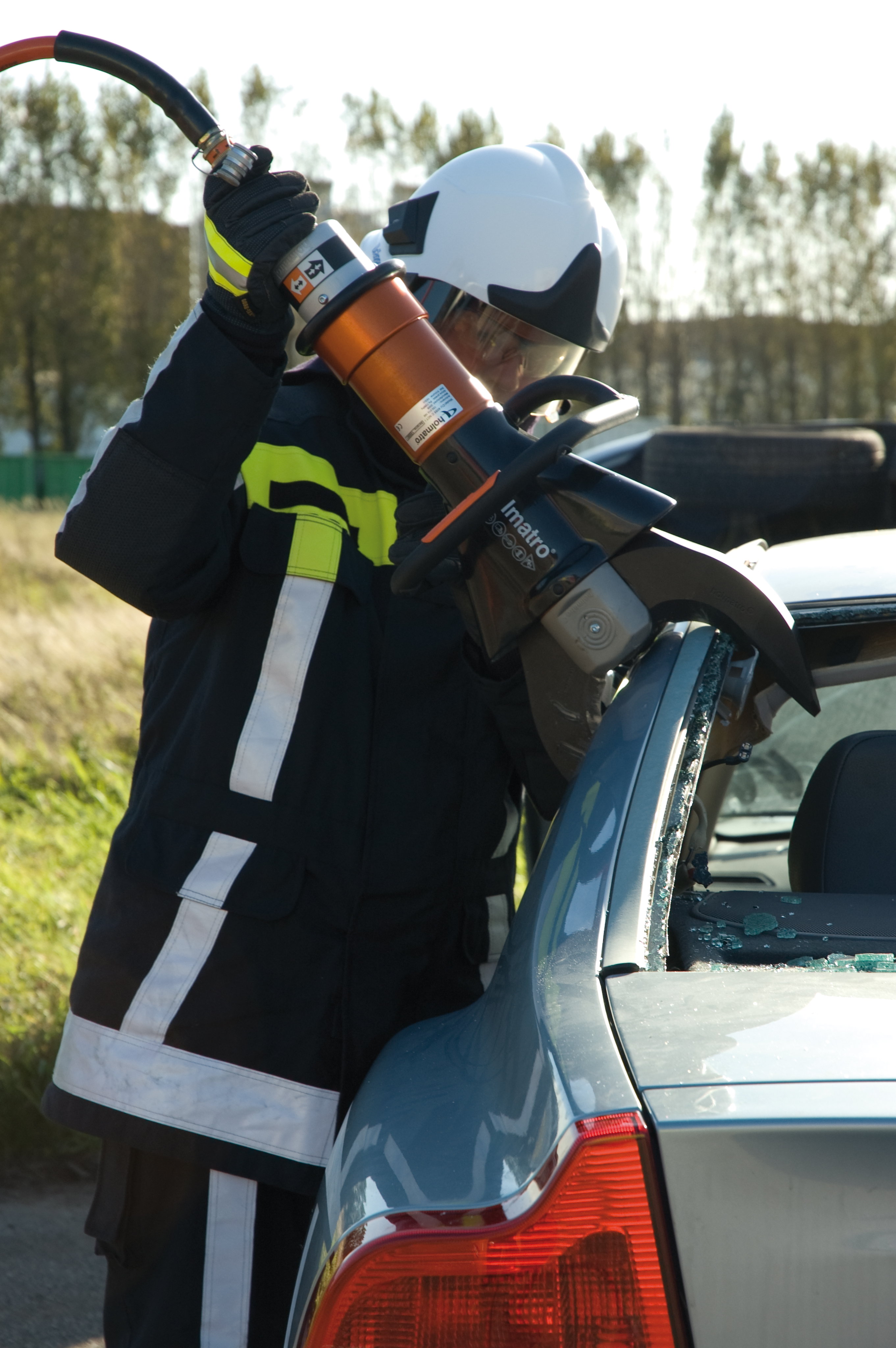
Brandman med klippverktyg, en så kallad hydraulisk avbitare.

Klippverktyg är det samlade namnet på de verktyg som används av räddningstjänsten vid en trafikolycka. De flesta verktyg drivs av hydraulolja som genom en pump arbetar med ett högt tryck, upp till 800 bar. De verktyg som är vanligast bland svenska räddningstjänsten är sax (papegojsax) som klipper, bändare som bänder isär och cylinder som används för att pressa isär större partier på ett fordon. Verktygen är tillräckligt kraftiga för att kunna användas även på större fordon, till exempel lastbilar. De ledande märkena på den svenska marknaden är Nike, Holmatro och Lukas.